# 아마르 아 무에르테
《아마르 아 무에르테》(스페인어: Amar a muerte)는 2018년 방영된 멕시코의 텔레노벨라이다.